# Apiciopsis emilia
Apiciopsis emilia är en fjärilsart som beskrevs av Paul Dognin 1894. Apiciopsis emilia ingår i släktet Apiciopsis och familjen mätare. Inga underarter finns listade i Catalogue of Life.